# 栗橋町
栗橋町（日语：／ Kurihashi machi */?）是埼玉縣東北部的一個人口約2萬7千人的一町。隔利根川與茨城縣接壤。已於2010年3月23日與久喜市、菖蒲町、鷲宮町合併為新設置的久喜市。